# 에드 배낵
에드 배낵(영어: Ed Banach)으로 잘 알려진 에드워드 조지프 배낵(영어: Edward Joseph Banach, 1960년 2월 6일~)는 미국의 레슬링 선수, 지도자이다. 1984년 하계 올림픽 자유형 라이트헤비급 종목에서 금메달을 획득했다.

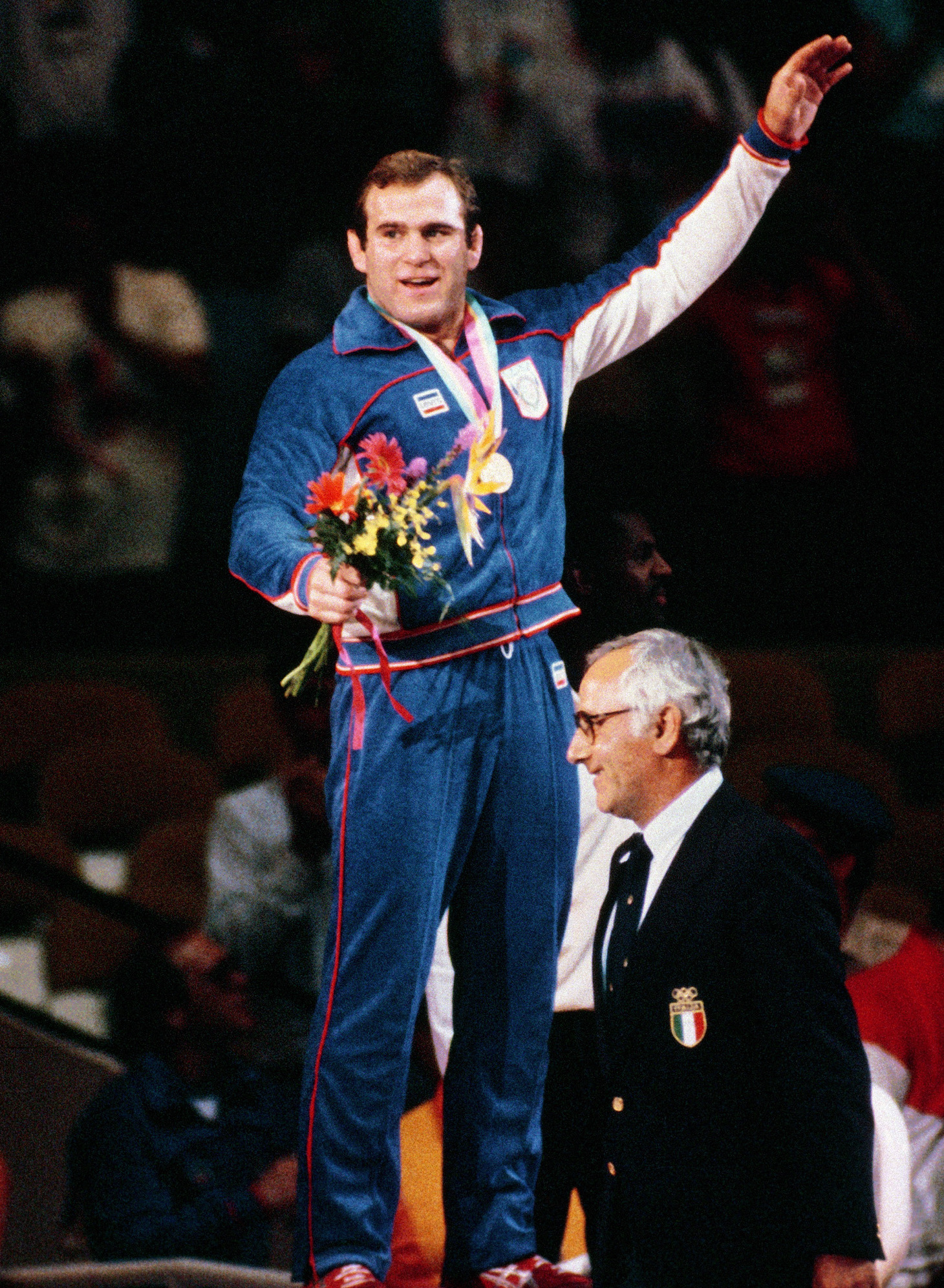
1984년 하계 올림픽 시상식 당시의 배낵

## 개인사
쌍둥이 형제인 루 배낵 또한 미국 레슬링 국가대표 선수로 활동했다. 루 배낵 또한 올림픽에서 금메달을 획득했다.